# Агсбах
Агсбах (нем. Aggsbach) — ярмарочная коммуна (Marktgemeinde) в Австрии, в федеральной земле Нижняя Австрия.
Входит в состав округа Кремс-Ланд. Население составляет около 600 человек. Занимает площадь 13,72 км². Официальный код — 3 13 01.
Близ местечка Виллендорф в Вахау, посёлке коммуны Агсбах, была обнаружена палеолитическая статуэтка женской фигуры — Венера Виллендорфская.

## Политическая ситуация
Бургомистр коммуны — Херман Герстбауэр (АНП) по результатам выборов 2005 года.
Совет представителей коммуны (нем. Gemeinderat) состоит из 15 мест.
- АНП занимает 10 мест.
- СДПА занимает 5 мест.